# Varades
Varades (bretonisch: Gwared) ist eine Ortschaft und eine Commune déléguée in der französischen Gemeinde Loireauxence mit 3.721 Einwohnern (Stand 1. Januar 2022) im Département Loire-Atlantique in der Region Pays de la Loire. Die Einwohner werden Varadais genannt.
Seit dem 1. Januar 2016 ist die Gemeinde Varades gemeinsam mit den früheren Gemeinden Belligné, La Chapelle-Saint-Sauveur und La Rouxière Teil der Commune nouvelle Loireauxence. Sie gehörte zum Arrondissement Ancenis.

## Geographie

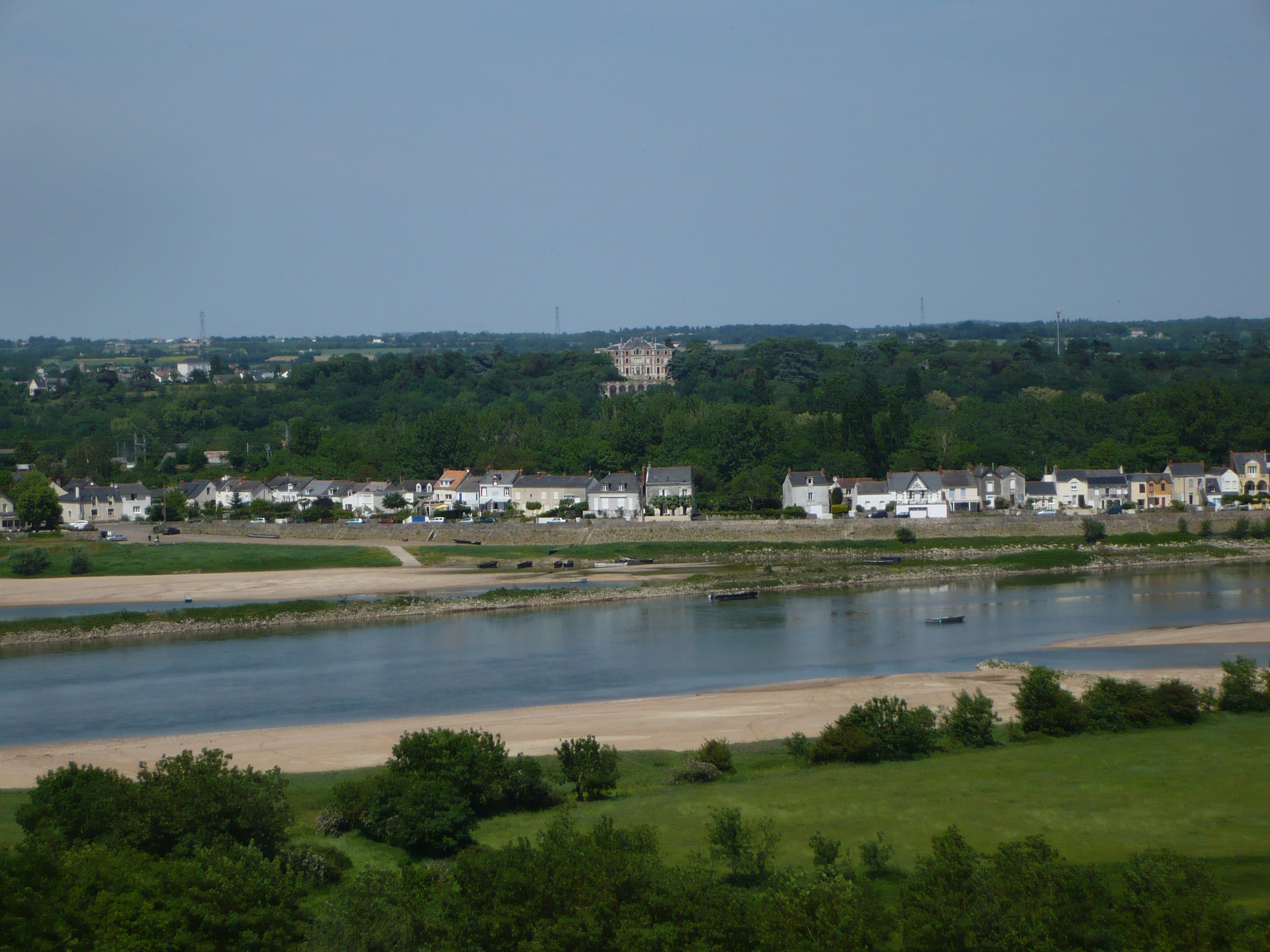
An der Loire

Varades liegt an der Loire und am parallel verlaufenden Nebenfluss Boire Torse etwa auf halbem Weg zwischen den Großstädten Angers und Nantes. Das Gebiet reicht in die Weinbaugebiete Muscadet-Coteaux de la Loire und Coteaux d’Ancenis hinein und wird von der Autoroute A11, der früheren Route nationale 23 und der 752 durchquert.

## Bevölkerungsentwicklung
| Jahr      | 1962 | 1968 | 1975 | 1982 | 1990 | 1999 | 2009 | 2013 |
| Einwohner | 2565 | 2741 | 2882 | 2929 | 3039 | 3193 | 3518 | 3605 |

## Sehenswürdigkeiten
- Kirche Saint-Pierre
- Schloss Madeleine (auch Palais Briau genannt), Monument historique
- La Meilleraie, früheres Fischerdorf
- Haus Bonchamps in La Meilleraie

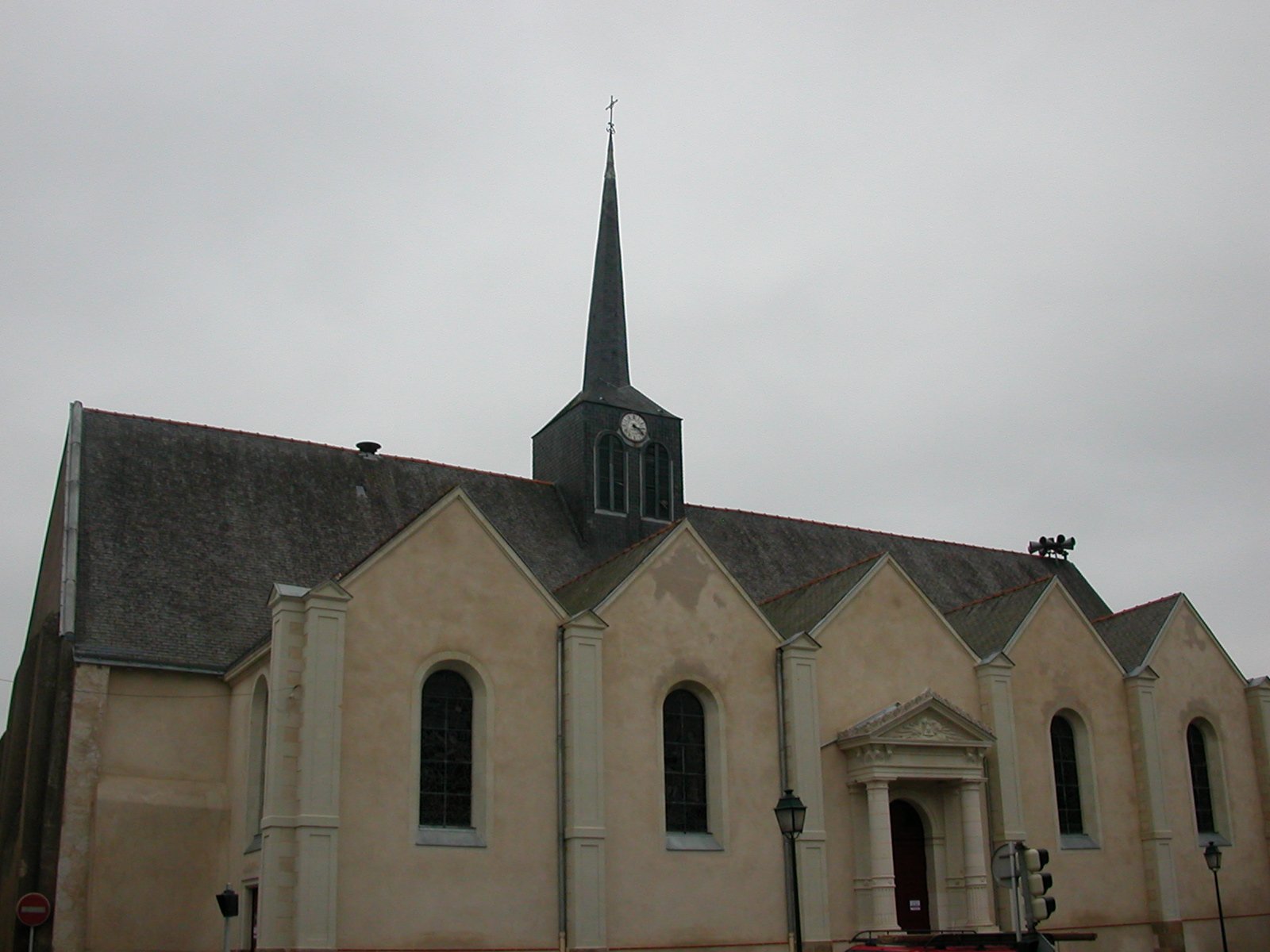
Kirche Saint-Pierre
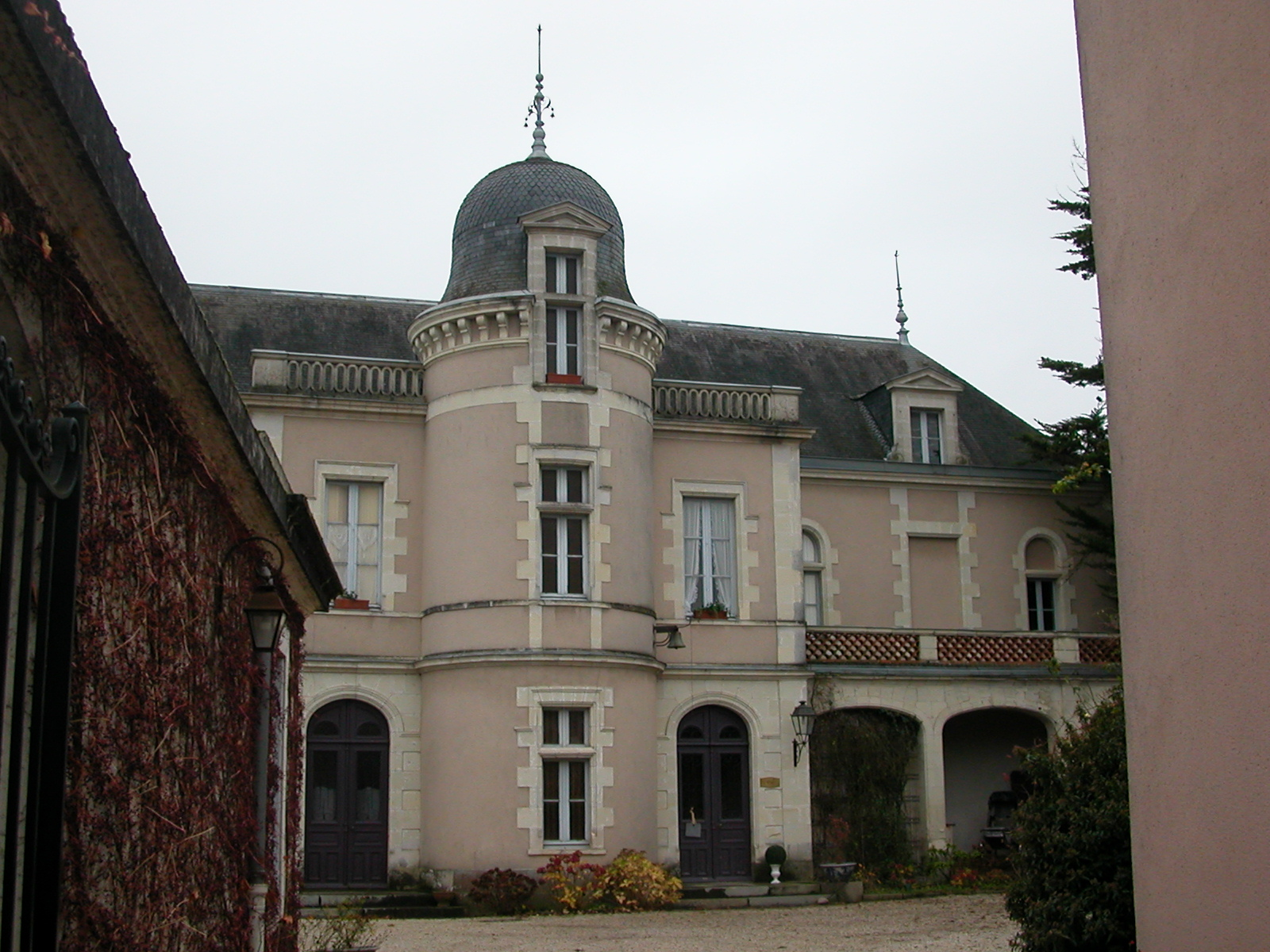
Schloss
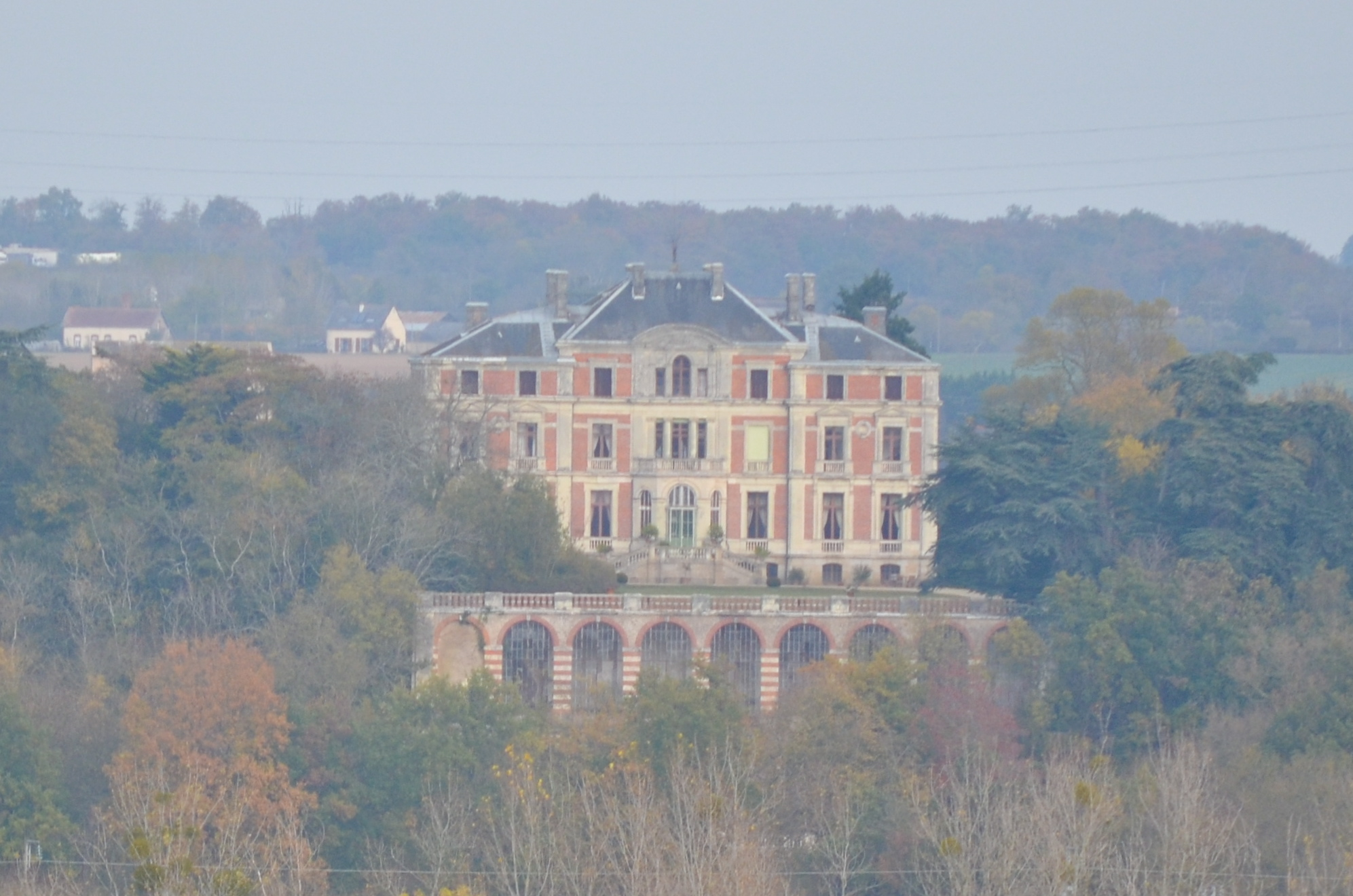
Palais Briau

### Feldflugplatz Varades
Während des Zweiten Weltkrieges befand sich im Jahr 1944 2,5 km südwestlich von Varades ein Feldflugplatz der deutschen Luftwaffe. Ab Mitte Juni 1944 lag hier, ausgerüstet mit der Ju 88C, die 9. Staffel des Zerstörergeschwaders 1 (9./ZG 1), die Mitte Juli abgezogen wurde. Anschließend waren dann hier bis kurz vor Monatsende noch Bf 109G der I. Gruppe des Jagdgeschwaders 27 (I./JG 27) stationiert.